# Didsbury, Alberta
Didsbury är en ort i Kanada.   Den ligger i provinsen Alberta, i den centrala delen av landet, 2 900 km väster om huvudstaden Ottawa. Didsbury ligger 1 032 meter över havet och antalet invånare är 4 134.
Terrängen runt Didsbury är platt. Närmaste större samhälle är Olds, 13,1 km norr om Didsbury.
Trakten runt Didsbury består till största delen av jordbruksmark. Runt Didsbury är det mycket glesbefolkat, med 3 invånare per kvadratkilometer.